# 腓特烈·法蘭茲一世
腓特烈·法蘭茲一世（德語：Friedrich Franz I，1756年12月10日—1837年2月1日），梅克倫堡-施威林的统治者，1785年至1815年为梅克倫堡-施威林公爵，1815年至1837年为大公。

## 生平
弗里德里希·弗朗茨一世是梅克伦堡-什未林的路德维希与萨克森-科堡-萨费尔德的夏洛特的长子，1756年12月10日生于梅克伦堡-什未林公国的首府什未林。他的祖辈详见下表：
| 梅克伦堡-什未林大公弗里德里希·弗朗茨一世 | 父亲: 梅克伦堡-什未林的路德维希公爵     | 祖父: 梅克伦堡-什未林公爵克里斯蒂安·路德维希二世 | 祖父之父: 梅克伦堡-格拉波公爵弗里德里希一世                  |
| 梅克伦堡-什未林大公弗里德里希·弗朗茨一世 | 父亲: 梅克伦堡-什未林的路德维希公爵     | 祖父: 梅克伦堡-什未林公爵克里斯蒂安·路德维希二世 | 祖父之母: 黑森-霍姆堡的克里斯汀·威廉明妮                     |
| 梅克伦堡-什未林大公弗里德里希·弗朗茨一世 | 父亲: 梅克伦堡-什未林的路德维希公爵     | 祖母: 梅克伦堡-施特雷利茨的古斯塔薇·卡洛琳       | 祖母之父: 梅克伦堡-施特雷利茨公爵阿道夫·弗里德里希二世       |
| 梅克伦堡-什未林大公弗里德里希·弗朗茨一世 | 父亲: 梅克伦堡-什未林的路德维希公爵     | 祖母: 梅克伦堡-施特雷利茨的古斯塔薇·卡洛琳       | 祖母之母: 梅克伦堡-居斯特罗的玛丽                            |
| 梅克伦堡-什未林大公弗里德里希·弗朗茨一世 | 母亲: 萨克森-科堡-萨费尔德的夏洛特·索菲 | 外祖父: 萨克森-科堡-萨费尔德公爵弗朗茨·约西亚斯  | 外祖父之父: 萨克森-萨费尔德公爵约翰·恩斯特                   |
| 梅克伦堡-什未林大公弗里德里希·弗朗茨一世 | 母亲: 萨克森-科堡-萨费尔德的夏洛特·索菲 | 外祖父: 萨克森-科堡-萨费尔德公爵弗朗茨·约西亚斯  | 外祖父之母: 瓦尔德克的夏洛特·约翰娜                          |
| 梅克伦堡-什未林大公弗里德里希·弗朗茨一世 | 母亲: 萨克森-科堡-萨费尔德的夏洛特·索菲 | 外祖母: 施瓦茨堡-鲁道尔施塔特的安娜·索菲娅       | 外祖母之父: 施瓦茨堡-鲁道尔施塔特侯爵路德维希·弗里德里希一世 |
| 梅克伦堡-什未林大公弗里德里希·弗朗茨一世 | 母亲: 萨克森-科堡-萨费尔德的夏洛特·索菲 | 外祖母: 施瓦茨堡-鲁道尔施塔特的安娜·索菲娅       | 外祖母之母: 萨克森-阿尔滕堡的安娜·索菲娅                     |

弗里德里希·弗朗茨的父亲路德维希在1778年去世。1785年4月24日，弗里德里希·弗朗茨的伯父梅克伦堡-什未林公爵弗里德里希二世去世，由于没有子嗣，弗里德里希·弗朗茨成为新任梅克伦堡-什未林公爵。

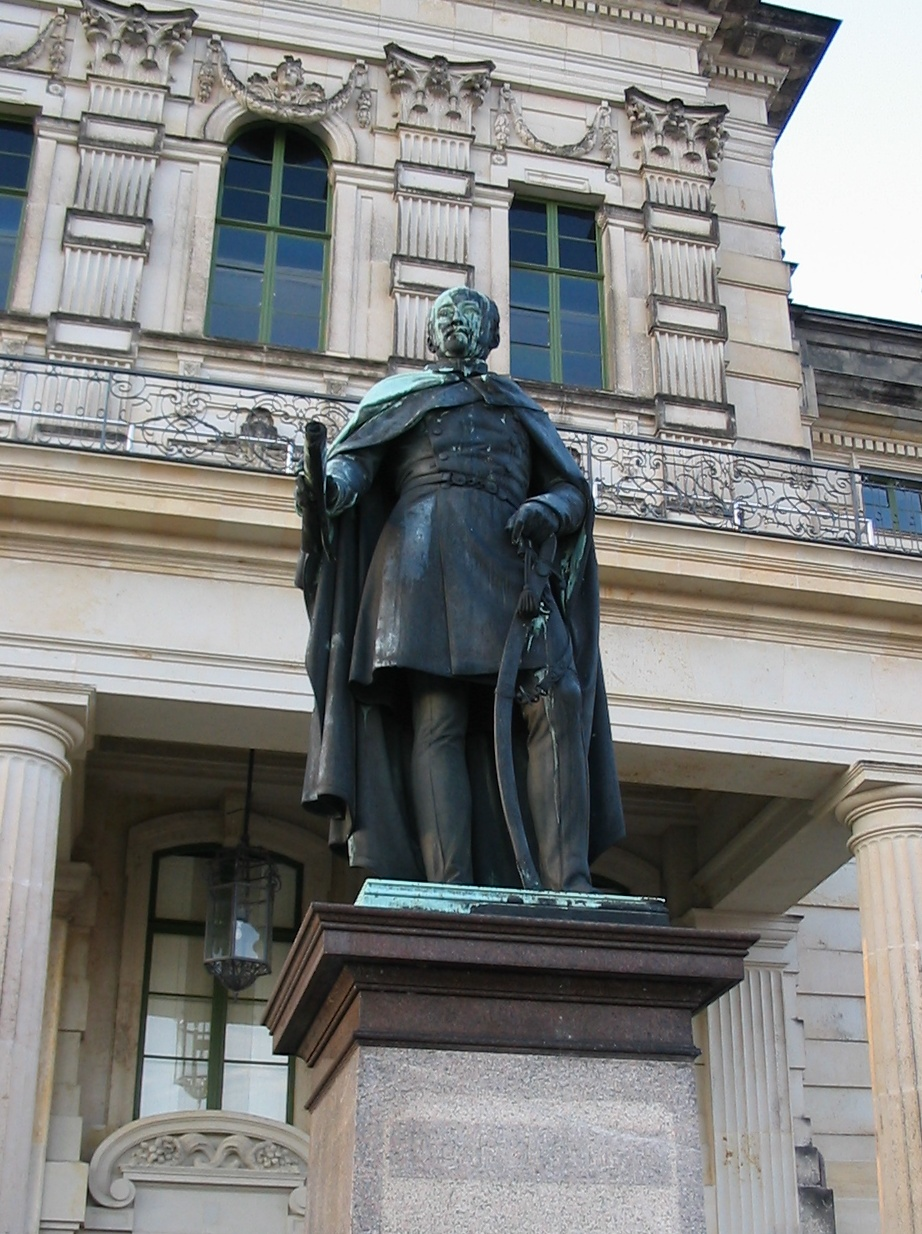
路德维希斯卢斯特的弗里德里希·弗朗茨一世塑像

通过1803年的《帝国代表重要决议》（Reichsdeputationshauptschluss），梅克伦堡-什未林得到了大量土地，如原属于梅克伦堡却被瑞典占有的维斯马、坡尔、诺伊克洛斯特等。
法国大革命战争中，梅克伦堡-什未林一直保持中立。直到1806年的耶拿和奥尔斯塔特战役，第四次反法同盟被拿破仑打败，法军于1806年12月占领了梅克伦堡。弗里德里希·弗朗茨一世全家徙居汉堡市郊区的阿通纳，受到丹麦的保护。1807年7月，弗里德里希·弗朗茨一世亲自会见了拿破仑，随后，梅克伦堡-什未林加入萊茵聯邦。
随着1813年法国在俄法战争的失败，弗里德里希·弗朗茨一世于3月14日成为第一个退出萊茵聯邦的德意志君主，并组织军队与普鲁士、奥地利、俄罗斯一同对抗法国。
在维也纳会议中，梅克伦堡-什未林的代表利奥波德·昂格尔克·哈特维希·冯·普莱森（Leopold Engelke Hartwig von Plessen），多次提到复兴德意志帝国的计划。
1815年6月17日，弗里德里希·弗朗茨一世登基30年纪念日，弗里德里希·弗朗茨一世成为梅克伦堡-什未林大公。弗里德里希·弗朗茨一世被认为是当时德意志最反动的统治者之一。
弗里德里希·弗朗茨一世于1837年2月1日去世。他的长孙保罗·弗里德里希成为新任大公。弗里德里希·弗朗茨一世葬于多贝兰礼拜堂。

### 弗里德里希·弗朗茨一世时期的梅克伦堡-什未林首相
- 奥古斯特·格奥尔格·冯·勃兰登施泰因男爵（August Georg Freiherr von Brandenstein），任期：1808年11月24日—1836年4月12日
- 利奥波德·昂格尔克·哈特维希·冯·普莱森（Leopold Engelke Hartwig von Plessen），任期：1836年4月12日—1837年4月25日

## 婚姻与子女
1775年，腓特烈·法蘭茲與薩克森-哥達-阿爾滕堡的路易絲結婚。路易絲的父親是薩克森-哥達-阿爾滕堡公爵腓特烈二世的第三子約翰·奧古斯特，母親是羅伊斯-施萊茨伯爵亨利一世的女兒路易絲。兩人有四子二女：
- 腓特烈·路德維希（1778年6月13日—1819年11月29日），大公世子，保罗·腓特烈的父親。
- 路易絲·夏洛特（1779年11月19日—1801年1月4日），1797年与萨克森-哥达-阿尔滕堡公爵奥古斯特结婚。
- 古斯塔夫·威廉（1781年1月31日—1851年1月10日），终生未婚。
- 卡爾·奧古斯特·克里斯蒂安（1782年7月2日—1833年5月22日），终生未婚。
- 夏洛特·弗蕾德里克（1784年12月4日—1840年7月13日），丹麦國王克里斯蒂安八世即位前的妻子，弗雷德里克七世的母親。
- 阿道夫（1785年12月18日—1821年5月8日），终生未婚。

腓特烈·法蘭茲一世还与多名情妇有私生子女若干名：
- 与情妇路易丝·弗里德里克·萨尔（Luise Friederike Saal）有二女：
  - 私生女路易丝·弗里德里克·夏洛特·冯·克莱诺夫（Luise Friederike Charlotte von Kleinow，1785年—1839年）；
  - 私生女弗里德里克·克莱诺夫（Friederike Kleinow，1794年—1849年）。
- 与情妇德特尔斯夫人（Frau Deters）有一子：
  - 私生子弗里德里希·梅克伦堡（Friedrich Mecklenburg，？—1826年）。
- 与情妇玛格丽特·伊丽莎白·波亚诺夫斯基（Margarete Elisabeth Bojanowsky）有一子：
  - 私生子约翰·弗里德里希·恩斯特·冯·梅克伦堡-克莱堡（Johann Friedrich Ernst von Mecklenburg-Kleeburg，1790年—1864年），1815年冠以冯·克莱堡的头衔，1819年与欧若拉·埃米莉埃·夏洛特·冯·施特拉赫维茨-格波斯多夫女男爵（Aurora Emilie Charlotte Frn von Strachwitz u.Gebbersdorf）结婚，有一女弗朗齐丝卡。
- 生母不详：
  - 私生子弗里德里希·梅克伦堡（Friedrich Mecklenburg，？—1849年），有一子弗里德里希·路德维希·冯·梅克伦堡；
  - 私生子弗里德里希·弗朗茨·梅克伦堡（Friedrich Franz Mecklenburg）。